# Willem de Kooning

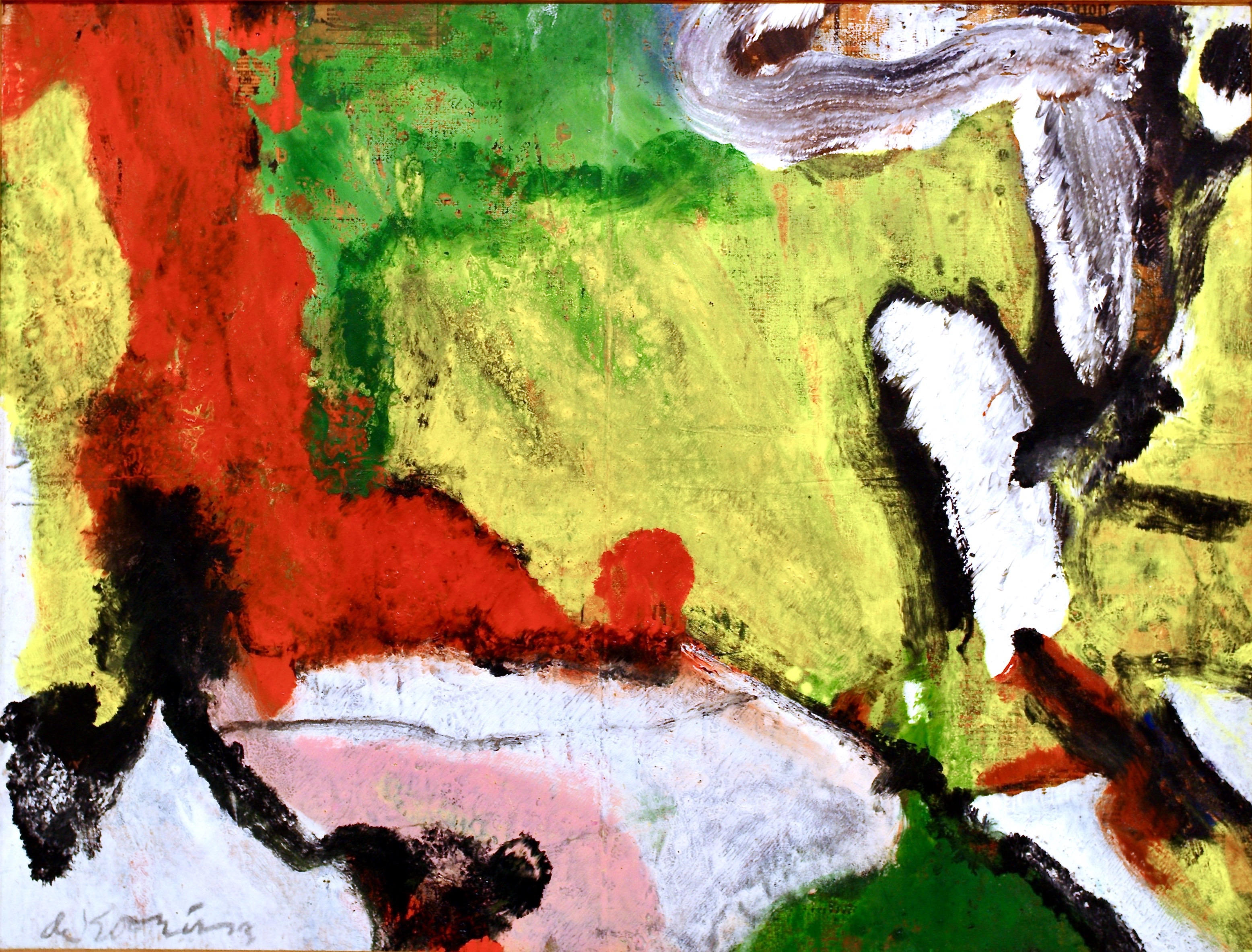
Bez tytułu (c. 1976).

Willem de Kooning (ur. 24 kwietnia 1904 w Rotterdamie, zm. 19 marca 1997 w Nowym Jorku) – amerykański malarz pochodzenia holenderskiego, przedstawiciel abstrakcyjnego ekspresjonizmu.

## Życiorys
Willem de Kooning urodził się w Rotterdamie. Gdy miał 5 lat, jego rodzice rozwiedli się – od tej pory wychowywali go matka i ojczym. W 1916 r. przyjęto go na praktykę w firmie zajmującej się dekoracją wnętrz. W tym samym roku rozpoczął studia wieczorowe w rotterdamskiej Akademii Sztuk Pięknych. Po ośmioletnich studiach podjął pracę jako dyrektor artystyczny w dużym domu towarowym. W 1926 r. przepłynął jako pasażer na gapę do USA. Najpierw zamieszkał w Hoboken w stanie New Jersey, gdzie utrzymywał się z prac dekoratorskich. W 1927 osiadł w Nowym Jorku na Manhattanie. Zaprzyjaźnił się z artystą, koneserem i krytykiem sztuki Johnem Grahamem oraz z malarzem Arshilem Gorkym.
W 1938 r. de Kooning poznał Elaine Fried, która najpierw była jego uczennicą. Elaine Fried była uznaną malarką, tworzącą w duchu abstrakcyjnego ekspresjonizmu, malowała także portrety. Willem de Kooning poślubił ją w 1943 r. Istnieje opinia, że Fried jako wzięta krytyczka sztuki przyczyniła się swymi pochlebnymi recenzjami do wzrostu popularności de Kooninga.
W latach 80. u artysty wykryto chorobę Alzheimera i sądownie uznano go za niezdolnego do zarządzania swym majątkiem (został on przekazany w ręce kuratorów). W związku z coraz gorszą jakością tworzonych prac, jego pierwsze dzieła znacznie zyskały na wartości, osiągając zawrotne ceny na aukcjach. „Różowa dama” z 1944 r. została sprzedana za 3,6 mln dolarów w 1987, a za „Zamianę” (Interchange) z 1955 zapłacono w 1989 20,6 mln.

## Twórczość
Od mniej więcej roku 1928 de Kooning zaczął malować martwe natury i kompozycje figuratywne pod wpływem szkoły paryskiej i meksykańskiej. Z początkiem lat 30. zainteresował się abstrakcją – biomorficznymi i geometrycznymi kształtami, na wzór twórczości swych przyjaciół Grahama i Gorky’ego oraz takich młodych artystów jak Pablo Picasso czy surrealista Joan Miró.
W październiku 1935 r. poprzez organizację Works Progress Administration, zajmującą się zatrudnianiem bezrobotnych, zaangażował się w tzw. Federal Art Project (projekt wykorzystujący bezrobotnych artystów do tworzenia tzw. sztuki publicznej – plakatów, malowideł ściennych i obrazów mających ozdabiać miejsca publiczne). W lipcu 1937 musiał zrezygnować z zatrudnienia, z powodu statusu imigranta. Owe dwa lata dały mu jednak szansę na pełnowymiarowe poświęcenie się pracy twórczej – zajmował się zarówno malarstwem sztalugowym, jak i malowidłami ściennymi.
Prawdopodobnie pod wpływem Gorky’ego, w 1938 r. powstał cykl obrazów przedstawiających smutne męskie sylwetki (m.in. „Dwaj stojący mężczyźni”, „Siedząca postać”), a równolegle – abstrakcyjne obrazy o lirycznej kolorystyce („Różowy pejzaż”, „Elegia”).
Ta dwoistość twórcza trwała aż do lat 40., gdy powstały najbardziej znane obrazy „Kobieta” i „Stojący mężczyzna” oraz seria niezatytułowanych abstrakcji z wybijającymi się na pierwszy plan biomorficznymi kształtami. Obie tendencje zlały się w malowidle „Różowe anioły” z ok. 1945 r. W roku 1946, gdy de Kooning nie mógł sobie pozwolić na kupno profesjonalnych farb, przeszedł do stosowania zwyczajnej, taniej białej i czarnej farby. W tych właśnie kolorach powstał cykl abstrakcji (m.in. „Światłość w sierpniu”, „Czarny piątek”, „Zurich”, „Skrzynka pocztowa”). Na bazie tych dzieł wyrosły kolejne, z ponownym użyciem koloru, poruszające i złożone abstrakcje („Asheville”, „Attyka”, „Wykopalisko”), podsumowujące długoletnią walkę artysty o wypracowanie kompozycji opartej na wolnych skojarzeniach.
W latach 40. de Kooninga zaczęto identyfikować z ekspresjonizmem artystycznym, a w następnym dziesięcioleciu uznano go za jednego z najważniejszych przedstawicieli tego nurtu. Pierwsza indywidualna wystawa, złożona ze wspomnianych biało-czarnych kompozycji, miała miejsce w galerii Charlesa Egana w Nowym Jorku w 1948 roku. W tym czasie zaczął też wykładać w szkole artystycznej Black Mountain College w Karolinie Północnej, a w latach 1950–1951 w Yale School of Art.
Lata 50. przyniosły zwrot w twórczości de Kooninga. Przeszedł wtedy do malowania wyłącznie kobiet (choć pojawiające się wcześniej biomorficzne kształty z jego obrazów również można interpretować jako postaci kobiece). Latem 1950 rozpoczął pracę nad obrazem „Kobieta I”, który po wielu poprawkach i zmianach ukończył w 1952 r. W tym czasie namalował także inne obrazy przedstawiające kobiety – wystawiono je w Sidney Janis Gallery w 1953, co spowodowało dużą sensację. Obok nietypowej dla ekspresjonizmu abstrakcyjnego figuratywności, emanowały odważną techniką i symboliką. Dzikie barwy, wyszczerzone zęby, obwisłe piersi, tępe spojrzenia – wszystko to ukazywało lęki seksualne nowoczesnego mężczyzny i najciemniejsze aspekty teorii Freuda. Tak właśnie przedstawiały się dzieła „Kobieta II” do „VI”, powstałe w latach 1952–1953, „Kobieta i rower” (1953) i „Dwie kobiety na wsi” (1954).
Około roku 1955 de Kooning zafascynował się symbolicznym aspektem kobiecości, co sugeruje tytuł obrazu z tamtego okresu – „Kobieta jako pejzaż”, na którym pionowa postać kobieca wtapia się w abstrakcyjne tło. Później powstała seria pejzaży („Gazeta policyjna”, „Gotham News”, „Podwórko na Dziesiątej Ulicy”, „Park Rosenberg”, „Przedmieścia Hawany”, „Drzwi do rzeki”, „Różanopalcy świt w Louse Point”), ukazująca ewolucję od kompozycyjno-kolorystycznej złożoności do prostoty.
Około roku 1963 przeniósł się na stałe do East Hampton na Long Island, gdzie nadal malował kobiety („Sielanka”, „Poławiacze małży”); ponownie zagłębił się w tę tematykę w połowie lat 60. – powstałe wtedy obrazy były równie kontrowersyjne jak wcześniejsze „Kobiety”. Odebrano je jako satyryczny atak na kobiecą anatomię – artysta malował bez zahamowań, z krzykliwą lubieżnością
prezentując temat. Późniejsze dzieła („Której imię zapisano w wodzie”, „Bez tytułu III”) są bardziej liryczne, emanujące grą światła odbijającego się w wodzie. W ostatnim okresie de Kooning tworzył także gliniane rzeźby.

## Oddzwięk w kulturze
Willem de Kooning stał się inspiracją dla walijskiej grupy rockowej Manic Street Preachers, która poświęciła mu trzy piosenki: Interiors (Song For Willem de Kooning), His Last Painting (o artyście cierpiącym na chorobę Alzheimera) i Door to the River (utwór zatytułowany jak jeden z obrazów de Kooninga).